# Василь Липківський (монета)
«Васи́ль Липкі́вський» — ювілейна монета номіналом 2 гривні, випущена Національним банком України. Присвячена 150-річчю від дня народження церковного й освітнього діяча, реформатора, першого митрополита Української автокефальної православної церкви, талановитого проповідника.
Монету було введено в обіг 27 листопада 2014 року. Вона належить до серії «Видатні особистості України».

## Опис та характеристики монети
| Номінал грн. | Метал      | Маса, грам | Діаметр, мм. | Якість виготовлення       | Гурт     | Тираж, штук |
| ------------ | ---------- | ---------- | ------------ | ------------------------- | -------- | ----------- |
| 2            | нейзильбер | 12,8       | 31           | спеціальний анциркулейтед | рифлений | 20 000      |

### Аверс
На аверсі монети розміщено: угорі малий Державний Герб України та напис півколом «НАЦІОНАЛЬНИЙ БАНК УКРАЇНИ»; у центрі композицію: в обрамленні тернового вінця, що символізує трагічну долю Василя Липківського, стилізоване зображення Євангелія на тлі Софійського собору в Києві, настоятелем якого був митрополит, логотип Монетного двору Національного банку України (праворуч), унизу — рік карбування монети «2014» та номінал — «ДВІ ГРИВНІ».

### Реверс
На реверсі монети розміщено: портрет Василя Липківського, з обох боків від якого зазначені роки його життя, — «1864» та «1937», угорі півколом — напис «МИТРОПОЛИТ ВАСИЛЬ ЛИПКІВСЬКИЙ».

## Автори

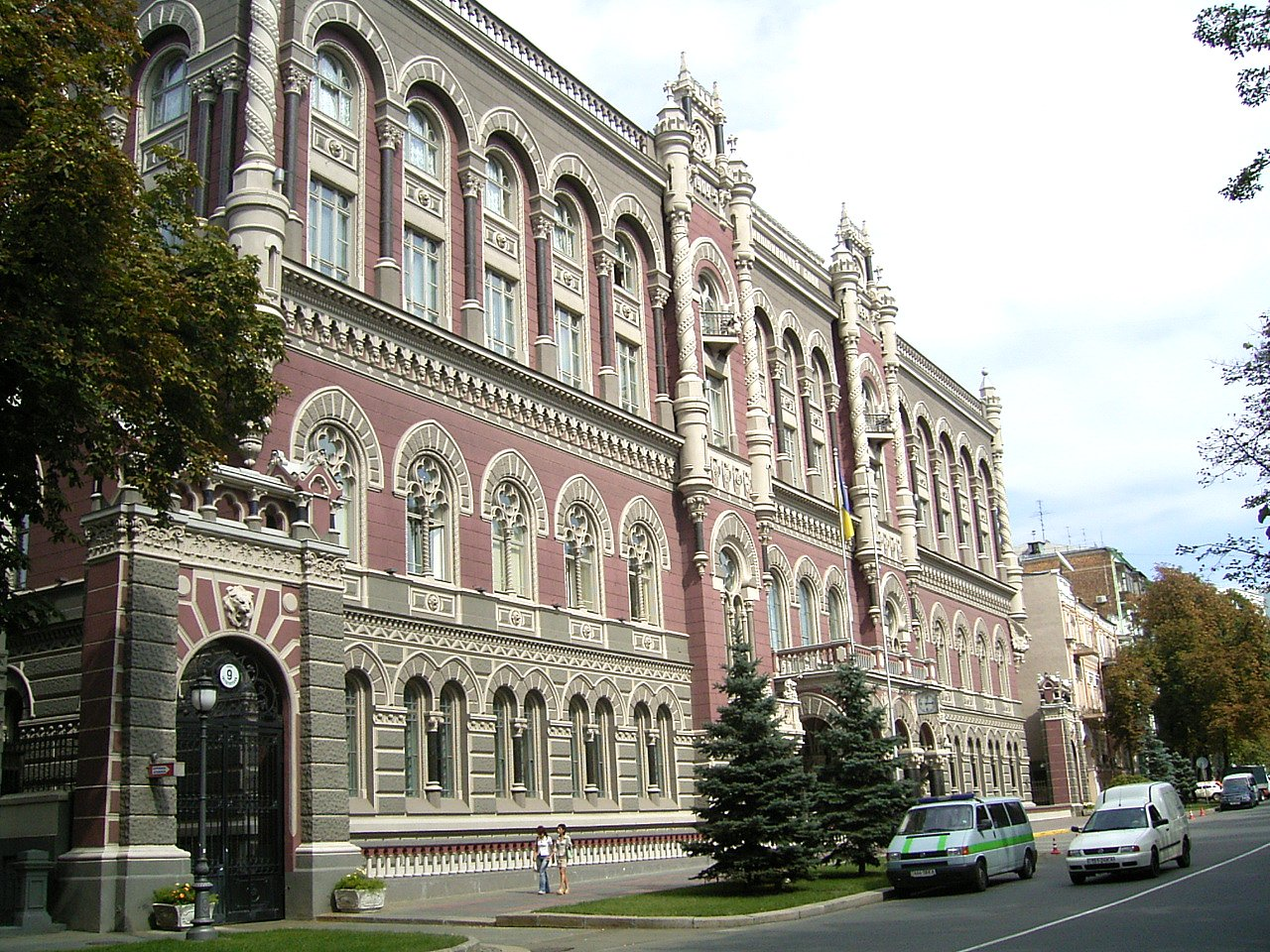
Будівля Національного банку України

- Художник — Кочубей Микола.
- Скульптори: Дем'яненко Володимир, Дем'яненко Анатолій

## Вартість монети
Під час введення монети в обіг 2014 року, Національний банк України реалізовував монету через свої філії за ціною 20 гривень.
Фактична приблизна вартість монети, з роками змінювалася так:
| Рік        | 2015 | 2016 | 2017 | 2018 | 2019 | 2020 | 2021 | 2022 | 2023 | 2024 | 2025 |
| ---------- | ---- | ---- | ---- | ---- | ---- | ---- | ---- | ---- | ---- | ---- | ---- |
| Ціна, грн. | 58   | 105  | 670  | 610  | 420  | 410  | 380  | 370  | 410  | 530  | 530  |